# American Siege

American Siege est un film d'action américain sorti en 2022, écrit et réalisé par Edward John Drake (en).
Les critiques spécialisés ont donné des avis négatifs sur le film.

## Synopsis
Un shérif est chargé d'arrêter une bande de voleurs qui ont pris en otage un riche médecin.

## Fiche technique
- Réalisation : Edward John Drake (en)

## Distribution
Le film met en scène les acteurs Timothy Murphy, Bruce Willis, Rob Gough, Johann Urb, Anna Hindman, Johnny Messner, Cullen Chambers et Janet Jones.